# Liste der Fließgewässer im Flusssystem Umpfer

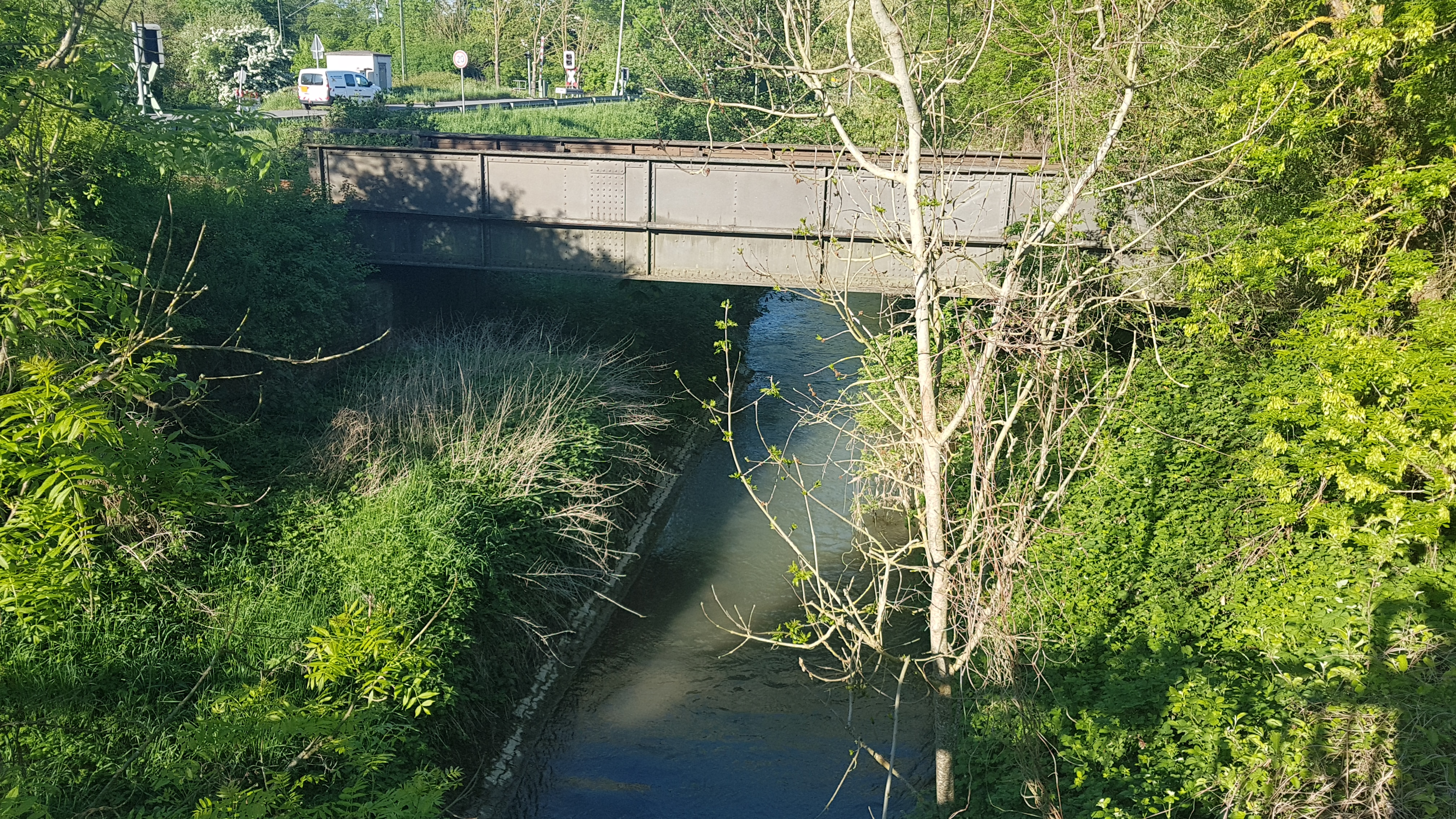
Die Umpfer bei Königshofen kurz vor ihrer Mündung in die Tauber

Die Liste der Fließgewässer im Flusssystem Umpfer umfasst alle direkten und indirekten Zuflüsse der Umpfer, soweit sie namentlich in der Gewässernetzkarte des LUBW aufgeführt sind. Namenlose Zuläufe werden nicht berücksichtigt. Wenn nach dem Zusammenfluss zweier Gewässerabschnitte sich der Gewässername ändert, werden die beiden Zuflüsse als Quellzuflüsse separat angeführt, ansonsten erscheint der Teilbereichsname in Klammern. Die Längenangaben werden auf eine Nachkommastelle gerundet. Die Fließgewässer werden jeweils flussabwärts aufgeführt. Die orografische Richtungsangabe bezieht sich auf das direkt übergeordnete Gewässer. 

## Umpfer
Die Umpfer ist ein 21,5 km langer linker Zufluss der Tauber. 

## Zuflüsse
Direkte und indirekte Zuflüsse der Umpfer, jeweils von der Quelle zur Mündung. Notnamen in Klammern,
- Kalter Grundgraben (rechts)
- Osterlochgraben (links)
- Lüssleteich (rechts)
- Schüpfer Graben (links)
- Eubigheimer Talbach (rechts)
  - Schafbach (rechts)
- Rossberggraben (rechts)
- Saugraben (links)
- (Teilungsarm) (rechts)
- Gründleingraben (links)
- Hagenmühlwasser (rechts)
  - Angeltürner Bach (rechts)
    - Eichengraben (links)
- Hüttlesbächle (rechts)
- (Mühlkanal nach Wölchingen) (links)
- Bürtlein (links)
- Ehrlibächle (rechts)
  - Anspach (rechts)
- (Bach aus dem Ramstal) (links)
- Epplinger Bächle (links)
  - (Bach aus dem Bucheldern) (links)
- (Mühlkanal nach Schweigern) (rechts)
- Ursbach (rechts), 4,3 km
  - Sohlbrünnlein (rechts)
  - Hessbach (links)
  - (Mühlkanal zur Schwarzenmühle) (links)
- (Mühlkanal nach Unterschüpf) (links)
  - Sallenbächlein (links)

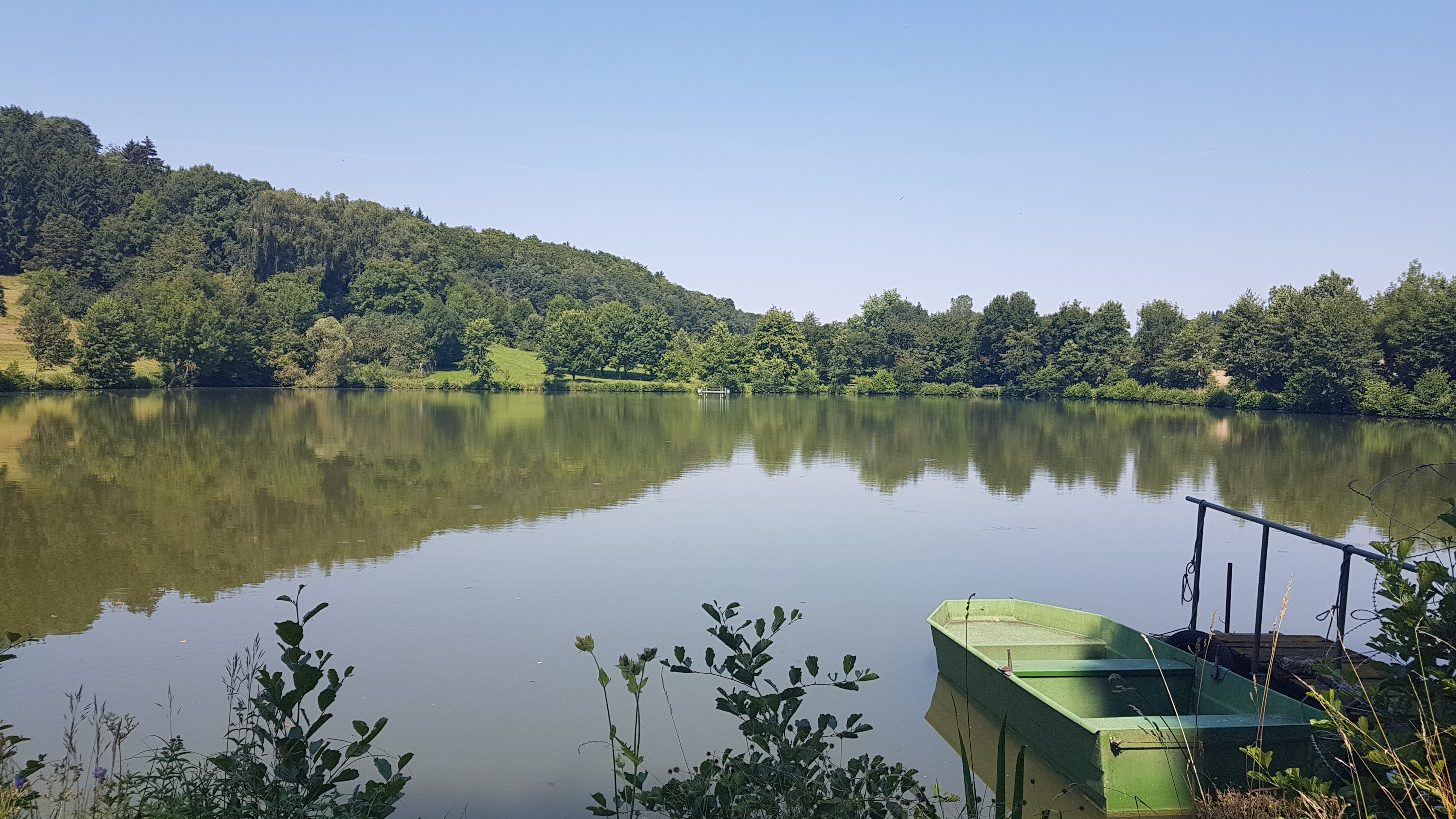
Der Heckfelder See

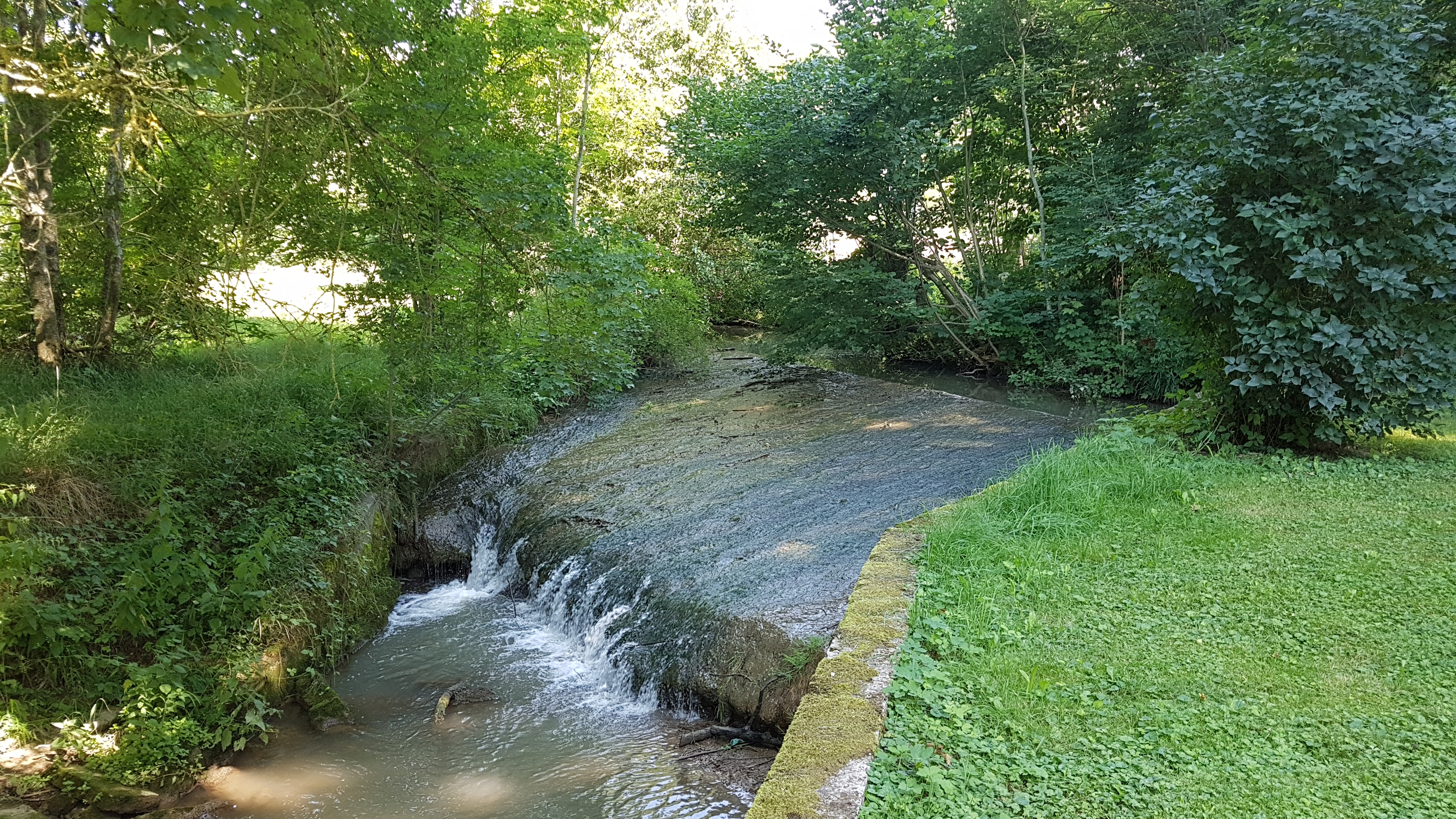
Der Schüpfbach bei Oberschüpf

- Schüpfbach (links) bei Unterschüpf, 13,2 km
  - Breitenbrunngraben (links)
  - Pfingstbrunnengraben (rechts)
  - (Passiert und durchfließt die zwei Teile des Heckfelder Sees)
  - Lagewiesengraben (rechts)
  - Pfaffensteiggraben (links)
  - (Bach aus dem Kalten Grund) (rechts)
  - Kirchäckergraben (rechts)
  - Klingengärten (rechts)
  - Steiningsgraben (rechts)
  - Heckfelderklingen-Graben (links)
  - Lekelder (rechts)
  - (Bach aus dem Wolfertstal) (links)
  - (Bach aus dem Nenntal) (links)
  - (Mühlkanal zur Oberschüpfer Mühle) (rechts)
  - Schmertalgraben (links)
  - Bürgeltergraben (rechts)
- Dainbächle, am Oberlauf Jungferbach (rechts), 5,3 km
  - Straßenäckerbächle (rechts)
- Hölzle-Bächle (links)
- Becksteiner Graben  (links)
  - Liebesquellengraben (rechts)
- (Mühlkanal zur Bachmühle) (rechts)

## Flusssystem Tauber
- Fließgewässer im Flusssystem Tauber